# Druivenkoers Overijse
La Druivenkoers Overijse és una competició ciclista d'un sol dia que es disputa anualment per les carreteres del voltat d'Overijse, a la província del Brabant Flamenc. Creada el 1961 sota el format de critèrium, passà a ser una prova internacional a partir de 1969. Des del 2005 forma part de l'UCI Europa Tour, amb una categoria 1.1.

## Palmarès

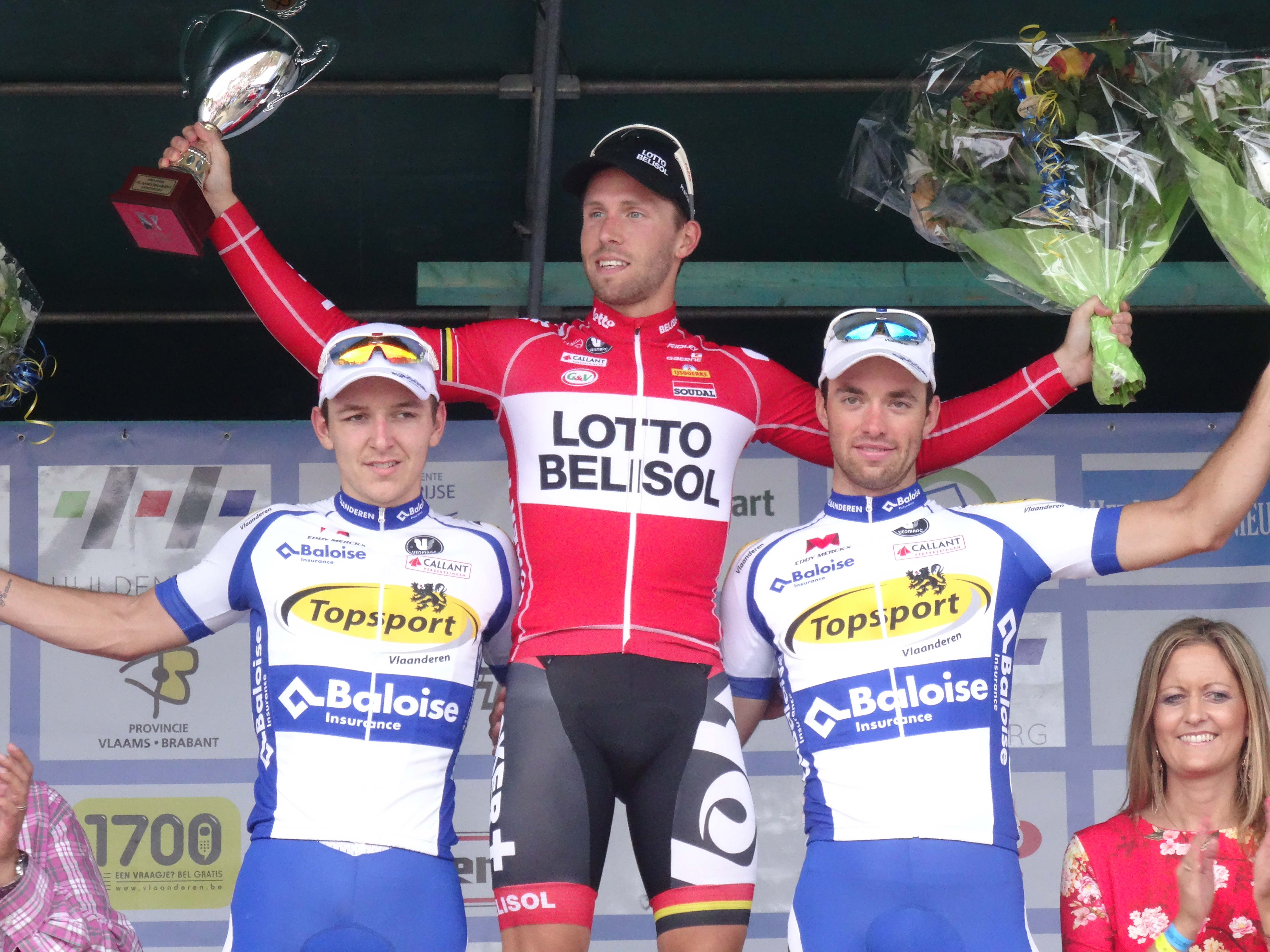
2014 : Jasper De Buyst (2), Jonas Van Genechten (1) & Tom Van Asbroeck (3).

| Any  | Vencedor             | Segon                   | Tercer                     |
| ---- | -------------------- | ----------------------- | -------------------------- |
| 1961 | Ludo Janssens        | Michel Symens           | Jozef Lemmens              |
| 1962 | Jos Dewit            | Jozef Lemmens           | Jozef Schils               |
| 1963 | Henri De Wolf        | Théo Mertens            | Noël De Pauw               |
| 1964 | Willy Van Den Eynde  | Robert Lelangue         | Emiel Verheyden            |
| 1965 | Jozef Spruyt         | Jan Nolmans             | Noël De Pauw               |
| 1966 | Eddy Merckx          | Camiel Vyncke           | Romain Robben              |
| 1967 | Alfons De Bal        | Lucien Willekens        | Jan Nolmans                |
| 1968 | John Schepers        | Jan Harings             | Herman Vrancken            |
| 1969 | Antoon Houbrechts    | Frans Verbeeck          | Martin Van Den Bossche     |
| 1970 | Roger De Vlaeminck   | Martin Van Den Bossche  | Frans Verbeeck             |
| 1971 | Georges Pintens      | Eric Leman              | Domingo Perurena Telletxea |
| 1972 | Roger De Vlaeminck   | Roger Rosiers           | Jean-Pierre Berckmans      |
| 1973 | Roger Swerts         | Gustaaf Hermans         | Antoon Houbrechts          |
| 1974 | Roger De Vlaeminck   | Jean Van der Stappen    | Michael Wright             |
| 1975 | Eddy Merckx          | André Dierickx          | Roger De Vlaeminck         |
| 1976 | Joseph Bruyère       | Victor Van Schil        | Ludo Van Staeyen           |
| 1977 | Frans Verbeeck       | Jacques Martin          | Enrico Paolini             |
| 1978 | Roger De Vlaeminck   | Ferdinand Van Den Haute | Walter Dalgal              |
| 1979 | Ludo Peeters         | Frank Hoste             | Eric Van De Wiele          |
| 1980 | Alfons De Wolf       | Rudy Pevenage           | Keith Lambert              |
| 1981 | Rudy Pevenage        | Roger De Cnijf          | Jostein Wilmann            |
| 1982 | Guido Van Calster    | Jonathan Boyer          | Walter Dalgal              |
| 1983 | Walter Dalgal        | René Martens            | Patrick Onnockx            |
| 1984 | Jean-Marie Wampers   | Ronny Van Holen         | William Tackaert           |
| 1985 | Rudy Dhaenens        | Dirk Demol              | Marc Sergeant              |
| 1986 | Marc Somers          | Patrick Onnockx         | Marc Maertens              |
| 1987 | Adri van der Poel    | Gert Jakobs             | Noël Segers                |
| 1988 | Marc Sergeant        | Luc Roosen              | Herman Frison              |
| 1989 | Carlo Bomans         | Dirk De Wolf            | Peter De Clercq            |
| 1990 | Dirk De Wolf         | Rudy Dhaenens           | Frans Maassen              |
| 1991 | Ronny Van Holen      | Jan Mattheus            | Wilco Zuijderwijk          |
| 1992 | Viatxeslav Iekímov   | Andy Bishop             | Dirk De Wolf               |
| 1993 | Herman Frison        | Andrei Txmil            | Johan Museeuw              |
| 1994 | Johan Museeuw        | Frank Vandenbroucke     | Adri van der Poel          |
| 1995 | Johan Museeuw        | Arvis Piziks            | Edwig Van Hooydonck        |
| 1996 | Erik Breukink        | Wim Vansevenant         | Thomas Fleischer           |
| 1997 | Andrei Txmil         | Marc Wauters            | Lars Michaelsen            |
| 1998 | Serguei Ivanov       | Wilfried Peeters        | Kurt Van De Wouwer         |
| 1999 | Serguei Ivanov       | Christophe Detilloux    | Berry Hoedemakers          |
| 2000 | Michel Vanhaecke     | Andrei Txmil            | Scott Sunderland           |
| 2001 | Serge Baguet         | Vincent Cali            | Ivailo Gabrovski           |
| 2002 | Christophe Brandt    | Geoffrey Demeyere       | Marc Streel                |
| 2003 | Matthé Pronk         | Bert Hiemstra           | Christophe Brandt          |
| 2004 | Stefan Schumacher    | Geoffrey Demeyere       | Bert Scheirlinckx          |
| 2005 | Leonardo Fabio Duque | Nick Nuyens             | Piotr Wadecki              |
| 2006 | Russell Downing      | Gabriel Rasch           | Nikolas Maes               |
| 2007 | Roy Sentjens         | Nikolas Maes            | Johnny Hoogerland          |
| 2008 | Dominic Klemme       | Jonas Van Genechten     | Johnny Hoogerland          |
| 2009 | Aleksejs Saramotins  | Bert De Waele           | Bert Scheirlinckx          |
| 2010 | Björn Leukemans      | Marco Marcato           | Preben Van Hecke           |
| 2011 | Björn Leukemans      | Davy Commeyne           | Jurgen Van Goolen          |
| 2012 | Björn Leukemans      | Dmitri Muraviov         | Johnny Hoogerland          |
| 2013 | Björn Leukemans      | Jurgen Van Goolen       | Kenneth Vanbilsen          |
| 2014 | Jonas Van Genechten  | Jasper De Buyst         | Tom Van Asbroeck           |
| 2015 | Jérôme Baugnies      | Marco Marcato           | Sean De Bie                |
| 2016 | Jérôme Baugnies      | Huub Duyn               | Marco Marcato              |
| 2017 | Jérôme Baugnies      | Amund Grøndahl Jansen   | Xandro Meurisse            |
| 2018 | Xandro Meurisse      | Oscar Riesebeek         | Jimmy Janssens             |
| 2019 | Arvid de Kleijn      | Gianni Vermeersch       | Tom Van Asbroeck           |
| 2020 | Florian Sénéchal     | Dries De Bondt          | Mathieu van der Poel       |
| 2021 | Remco Evenepoel      | Mikkel Frølich Honoré   | Aimé De Gendt              |
| 2022 | Matis Louvel         | Arnaud Démare           | Dries Van Gestel           |
| 2023 | Victor Campenaerts   | Rasmus Tiller           | Jasper De Buyst            |
| 2024 | Jelte Krijnsen       | Matis Louvel            | Jenthe Biermans            |
| 2025 |                      |                         |                            |